# Tomba con carro

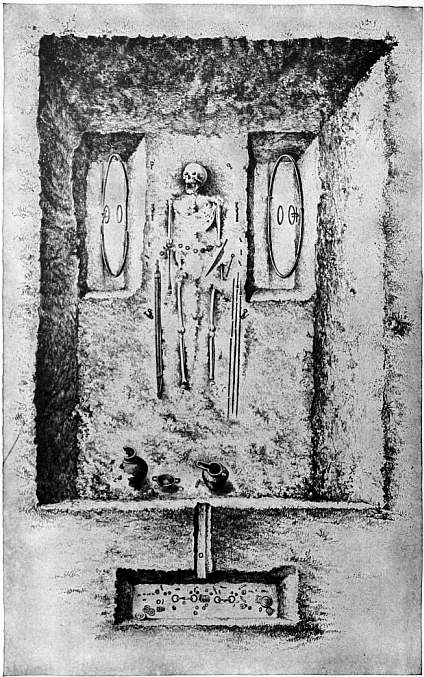
Tomba con carro da Somme-Bionne, Francia

La tomba con carro è un tipo di sepoltura in cui il defunto è sepolto assieme al carro che possedeva in vita; in molti casi venivano inumati anche i suoi cavalli.
Le sepolture con carro più antiche sono quelle della cultura di Sintashta (sviluppatasi a sud degli Urali, nel territorio della moderna Russia) che vengono datate al 2000 a.C. circa.
In Europa le sepolture con carro si diffusero a partire dall'età del ferro, alcuni esempi noti sono quelli di Salamina a Cipro, Hochdorf in Germania, la tomba Regolini Galassi in Etruria e le due tombe con carro di Sesto Calende, nei pressi del Lago Maggiore, in un contesto della cultura di Golasecca. Più tarde (IV secolo a.C.) le testimonianze di sepolture con carro della Francia (La Gorge-Meillett, Marna)  e dell'Inghilterra (cultura di Arras).